# タッチ・ミー・EPO
タッチ・ミー・EPO（タッチ・ミー・エポ）は、ニッポン放送の制作で1984年4月8日から1985年3月31日まで放送されていたラジオ番組。

## 放送時間
日曜日深夜 25:00 - 25:30（月曜日未明 1:00 - 1:30、JST）。
- 1984年7月15日深夜は、終日ほぼ全番組が特番体制の『開局30周年ビックリウィーク・大瀧詠一プロデュース・ティーンズ放送局』を放送していたため休止。
- 1984年8月5日深夜は、ロサンゼルスオリンピック・女子マラソン中継のため休止。

## 概要
ニッポン放送では、1968年3月31日から1984年4月1日まで16年間にわたって、月曜未明の時間帯に『オールナイトニッポン電話リクエスト』を放送していたが、1984年4月改編をもって、この放送枠を女性アーティストやアイドルが担当する番組に一新した。
この番組では、当時『う、ふ、ふ、ふ、』などのヒットでヒットアーティストの仲間入りをしていたEPOのパーソナリティによる番組。番組内容は主に、EPO本人が朗読する、ロマンチックなものを基調としたポエムと音楽。「日記」「たばこ」など毎回設定されたサウンドイメージに合ったポエムと選曲、そしてその回のサウンドイメージのテーマについてのEPOによるフリートークで構成される。選曲はポップスを始めジャズ、ニューミュージック、歌謡曲まで、邦楽、洋楽、年代問わず多岐にわたった。本番組の構成についてEPO本人は「感情移入するのが難しいけど、勉強にもなるしやりがいがある。昼間の番組だったら恥ずかしいけど、深夜番組なので抵抗なく溶け込めます。そして、私の好きな音楽が多くて最高」といったことを話している。